# Talais
Talais (en francès Talais) és un municipi francès situat al departament de la Gironda i a la regió de la Nova Aquitània.

## Demografia
| 1962                                       | 1968 | 1975 | 1982 | 1990 | 1999 | 2007 |
| ------------------------------------------ | ---- | ---- | ---- | ---- | ---- | ---- |
| 541                                        | 549  | 566  | 542  | 599  | 547  | 626  |
| Des de 1962: població sense dobles comptes |      |      |      |      |      |      |

## Administració
| Període   | Identitat            | Partit        |
| --------- | -------------------- | ------------- |
| 1948-1953 | Marie Gabet          |               |
| 1953-1977 | Vincent Perraut      |               |
| 1977-1995 | Hector Chaudet       |               |
| 1995-2008 | Jean-François Régère | Divers droite |
| 2008-     | Franck Laporte       |               |